# Charles E. Gannon
Charles Edward Gannon (geboren am 17. März 1960 in Teaneck, New Jersey) ist ein amerikanischer Science-Fiction-Autor. Er ist bekannt durch den Caine-Riordan-Romanzyklus und als Verfasser von Tie-ins zu Spielen und seine Beteiligung an mehreren kollaborativen fiktiven Welten.

## Leben
Gannon studierte Englisch an der Brown University, wo er 1982 mit dem Bachelor abschloss. 1985 erwarb er an der Syracuse University den Master und promovierte 1997 an der Fordham University mit einer Arbeit über spekulative Literatur. Er war mehrfach Teilnehmer des Fulbright-Programms in verschiedenen europäischen Ländern und von 2004 bis 2009 Fulbright Senior Specialist.
Eine erste SF-Kurzgeschichte The Gift of the Magi erschien 1994 in der von Jerry Pournelle herausgegebenen Anthologie Invasion. Ab 2011 schrieb Gannon zusammen mit Steve White drei Bände der Tie-in-Buchreihe zum Strategiespiel Starfire. Ab 2012 beteiligte er sich mit Eric Flint an der Fortschreibung von dem aus Flints Roman 1632 entstandenen Assiti Shards-Universum.
2013 erschien Fire with Fire, erster Band des Romanzyklus um Caine Riordan, von dem bislang vier Teile erschienen sind. Die ersten drei Teile wurden jeweils für den Nebula Award nominiert. Fire with Fire wurde 2014 mit dem Compton Crook Stephen Tall Memorial Award ausgezeichnet. Riordan ist ein Geheimdienst-Analyst, der zu Beginn des 22. Jahrhunderts nach 12 Jahren im Kryoschlaf in einer Welt erwacht, in der die Menschheit den überlichtschnellen Raumflug beherrscht und sich über die Galaxis auszubreiten begonnen hat. Auf einer Mission zum neu kolonisierten System von Delta Pavonis entdeckt er, dass die Erde zum Angelpunkt des Konflikts interstellarer Mächte geworden ist.
Neben seiner Dissertation veröffentlichte Gannon 2003 Rumors of War and Infernal Machines: Technomilitary Agenda-Setting in American and British Speculative Fiction, eine Monographie über Military SF, wofür er 2006 mit dem American Library Association Choice Award for Outstanding Book ausgezeichnet wurde.

## Bibliografie
Die Serien sind nach dem Erscheinungsjahr des ersten Teils geordnet.
Starfire (mit Steve White)
- 6 Extremis (2011)
- 7 Imperative (2016)
- 8 Oblivion (2018)

Assiti Shards-Universum
- 1635: The Papal Stakes (2012, mit Eric Flint)
- 1636: Commander Cantrell in the West Indies (2014, mit Eric Flint)
- 1636: The Vatican Sanction (2017, mit Eric Flint)
- Birds of a Feather (2011, Kurzgeschichte)
- Upward Mobility (2011, Kurzgeschichte)

Caine Riordan / Tales of the 22nd Century / Tales of the Terran Republic
- 1 Fire with Fire (2013)
- 2 Trial by Fire (2014)
- 3 Raising Caine (2015)
- 4 Caine's Mutiny (2017)
- Taste of Ashes (2017, Kurzgeschichte)

Anthologien
- Man-Kzin Wars XIII (2012, mit Alex Hernandez, Jane Lindskold, Hal Colebatch, David Bartell und Larry Niven)
- The Aethers of Mars (2014)

Kurzgeschichten
- The Gift of the Magi (1994)
- The Power of Visions (2003)
- Recidivism (2009)
- To Spec (2009)
- Down the Rabid Hole (2010, CoDominium Universe /  War World Central)
- Pound-Foolish (2011, CoDominium Universe /  War World Central)
- A Thing of Beauty (2011)
- Not for Ourselves Alone (2011)
- Lesser Beings (2012)
- Pick of the Litter (2012, Man-Kzin Wars)
- Tomcat Tactics (2012, Man-Kzin Wars)
- By the Book (2013, Honor-Harrington-Universum)
  - Deutsch: Immer schön nach Handbuch. In: David Weber (Hrsg.): Aller Ehre Anfang. Bastei Lübbe Science Fiction & Fantasy #20904, 2018, ISBN 978-3-404-20904-0.
- White Sand, Red Dust (2014)
- A Cyberkeet's Story (2014)
- Kinderspiel (2016)

Sachliteratur
- Speculative fiction : literature of political transformation (1997, Dissertation)
- Rumors of War and Infernal Machines: Technomilitary Agenda-Setting in American and British Speculative Fiction (2003)